# チェファル大聖堂

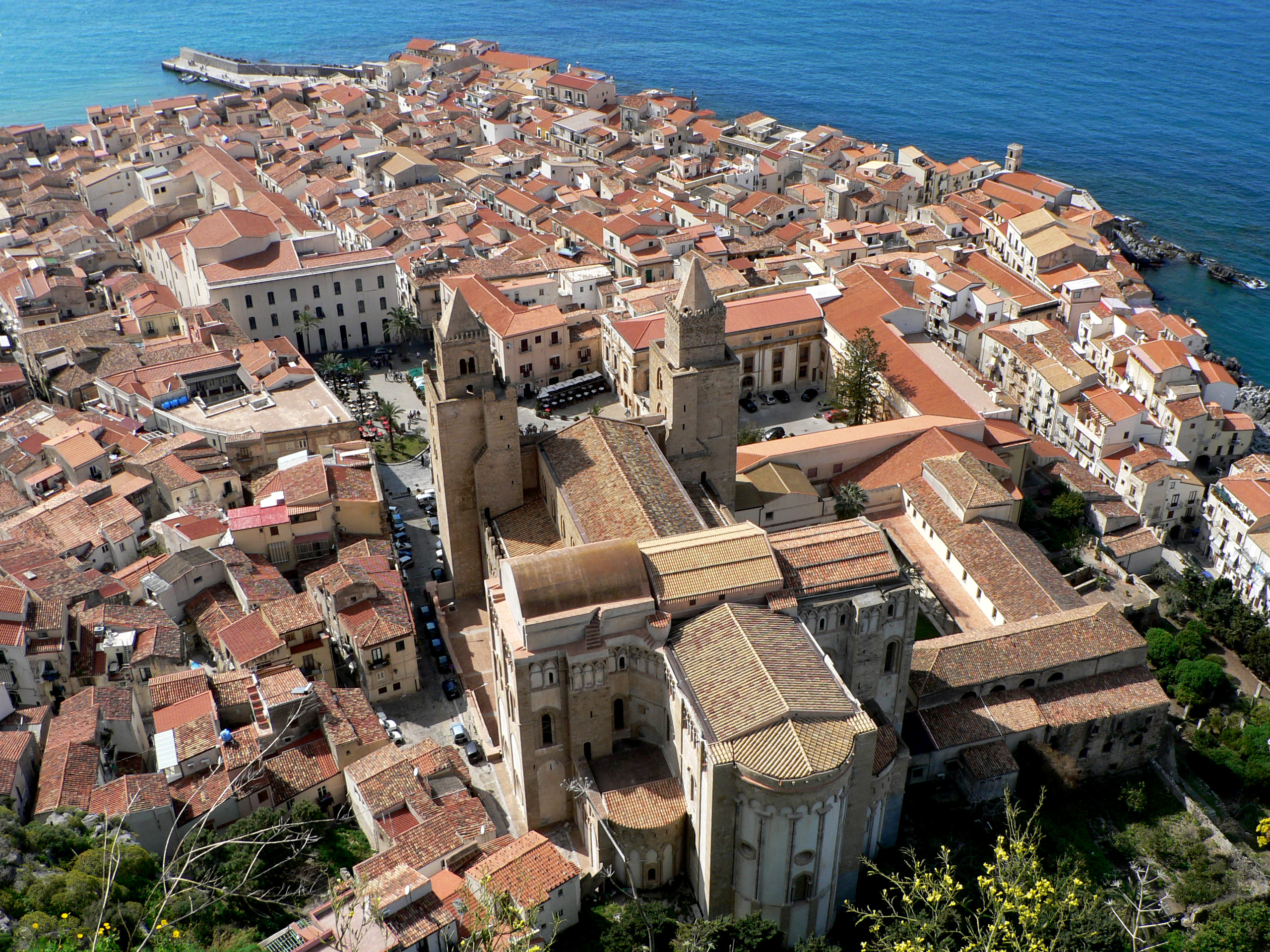
空から見たチェファル大聖堂。

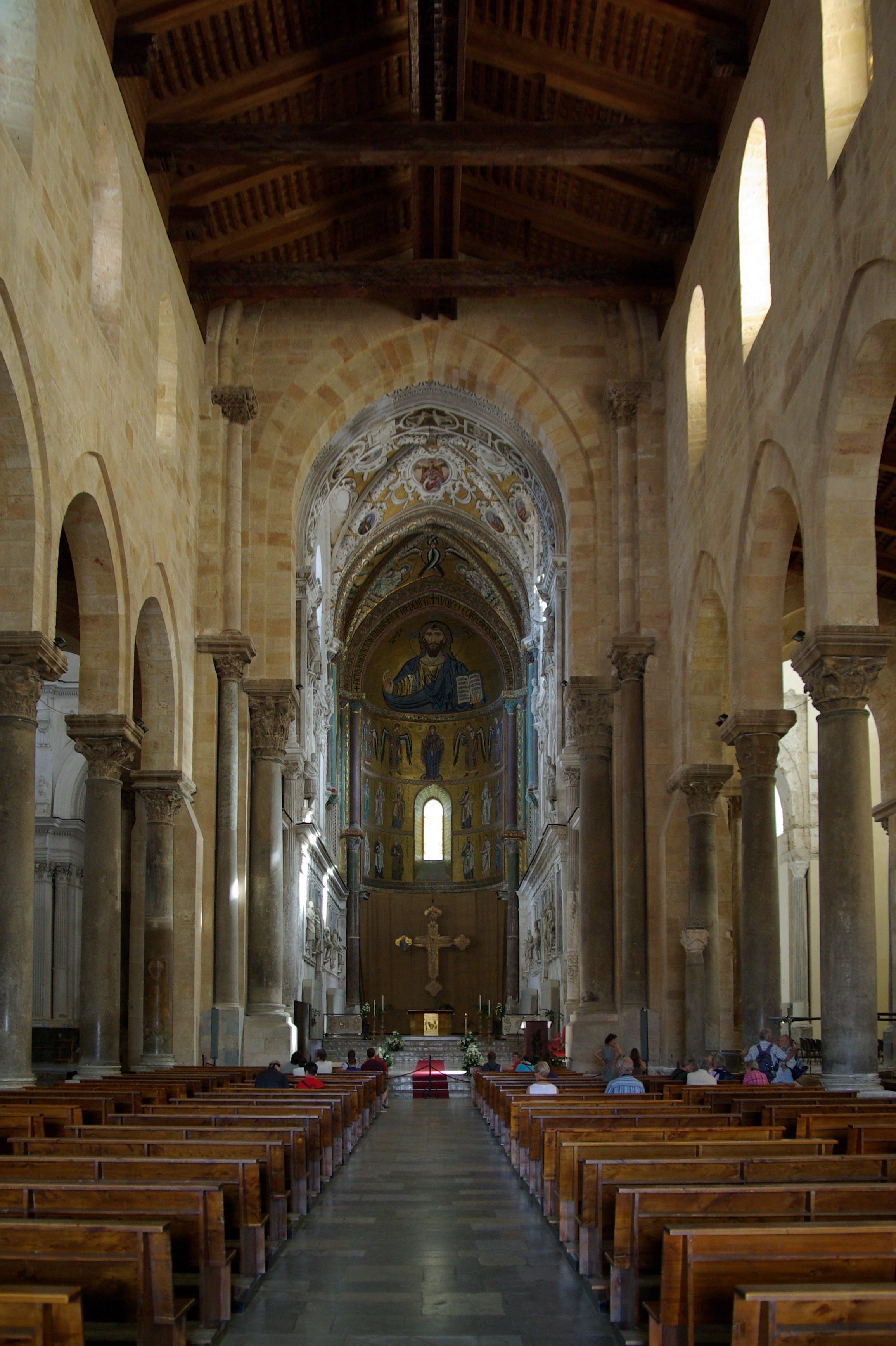
内陣の室内装飾。

チェファル大聖堂（イタリア語: Duomo di Cefalù）はイタリア南部のパレルモ県チェファル（シチリア島）に存在する大聖堂で、ノルマン建築様式の代表的遺産の1つ。イタリアの指定保護文化財建造物となっており、2015年にはパレルモの建造物群などとともに、世界遺産リストに登録された。

## 概要
チェファル大聖堂は1131年にノルマン建築様式で建設され、シチリア島は1091年にノルマン人に征服されていた。伝説によると、建物が建設されたのは、シチリア王ルッジェーロ2世により「聖なる救い主」に対しての誓いから建設され、彼が嵐から逃れてチェファルの浜に上陸してからの事であった。建物は要塞のような性質があり、遠くから見ると、周辺の中世の町のスカイラインを威圧している。これはノルマン人の存在を強力に述べるものである。

## 歴史
大聖堂は長い間、人が住んでいた地域に建設され、ローマの道路と「キリスト教以前のモザイク」の存在により示されている。建設は1131年に開始して、アプス(apse, 後陣)のモザイクは1145年に開始し、ルッジェーロ2世が彼の墓と妻の墓のために用意した石棺は同じ年に定位置に置かれた。1172年の後で、教会は凋落の時期に苦しんだ。1215年にホーエンシュタウフェン朝のフリードリヒ2世は2つの石棺をパレルモ大聖堂に移動した。大聖堂の建設はすぐこの後に回復し、ファサードは1240年に完成した。大聖堂は1267年にアルバーノ司教により奉献された。1472年に、コモのアンブロジオにより、ポルチコがファサードの塔の間に追加された。

## 建築様式
大聖堂の以前は、大きな台になったパルヴィス (parvis、大聖堂や教会の前の広場) があり、これは元々墓地であった。伝説によると、エルサレムから取り寄せた土で建設し、この土により死体が急速にミイラになる性質を持つと信じられた。
ファサードを特徴づけたのはムリオンのある窓を持つ2つの大きなノルマン様式の塔で、15世紀に各々の上に小さな尖塔が追加された。各尖塔は異なっており、1つは平面図が正方形で、炎の形をしたマーロン (merlon、凹凸上の胸壁 (battlement、バトルメント)の凸の部分)で取り囲まれ、マーロンは教皇の権威と司教冠を象徴し、もう1つは平面図が8角形で、ギバリン・マーロンがあり王室と世俗の権力を象徴している。
15世紀のポルチコは3つのアーチがあり、外側の2つは尖っており、4つの柱とヴォールトを形成するリブで支えられている。ポルチコの下にはポルタ・レグム(Porta Regum、国王の扉)があり、素晴らしく装飾された大理石のポータルの両側に壁画があった。
大聖堂内部はラテン十字の設計で、ネイブと2つの側廊が柱のアーケードで分離されている。14 本の柱はピンクの花崗岩で、2本がシポリン(cipolin, 大理石の一種)である。柱の基部と柱頭はAD2世紀のものである。ネイブの凱旋門を支える大きな柱頭は恐らく12世紀中頃にプッリャ州の作業場で制作されている。
ネイブの屋根は低くなっており、これは建物の外部からわかる。トランセプトはネイブと側廊のどちらよりも高い。建物は部分的にはバレル・ヴォールトで、部分的には開放木材屋根であるが、プレスビテリー(presbytery, 内陣のこと)は石のリブ・ヴォールトである。
クロッシングの向こうでは、教会は普通とは違っており、壮大で単純な型式においては基本的にロマネスク様式であり、これに尖りアーチを組み合わせている。この造作はモンレアーレ大聖堂にも見えられる。これはゴシック様式の先駆で、数年以内にパリの地域で発展することになる。
教会には3つのアプスがあり、この配置はシチリアのモンレアーレ大聖堂でも見られる。2つのより低い側面アプスは外部に上段があり、小さな交差アーチと彫刻されたコーベルから成るブラインド・アーケードで装飾されており、これはモンレアーレ大聖堂でも広範囲にみられる。コーベルは1215年 - 1223年のもので、描くのは、マスク、動物の頭部、人間の像で、これを捻じ曲げた位置に置いている。中央アプスのコーベルはもっと最近のものである。中央アプスは元々3つの大きなオクルスがあり、これは後に閉鎖されて、モザイクと尖りアーチのより大きな中央窓に余地を与えた。もう2つの丸窓の組はトランセプトの端にある。

## 回廊
大聖堂には教会内部から入ることができる回廊がある。アーケードには尖りアーチがあり、この各々のアーチはほっそりした一組の柱の上に安置されている。回廊の形式はスペインの回廊やフランスの幾つかの回廊の形式と違っていない。組になった柱の合成柱頭はノルマン様式で、他のものはモチーフでもっと一般的にロマネスク様式である。この回廊はその後に続く、シチリアのノルマン様式の回廊、特にモンレアーレのもののモデルとなっている。

## モザイク

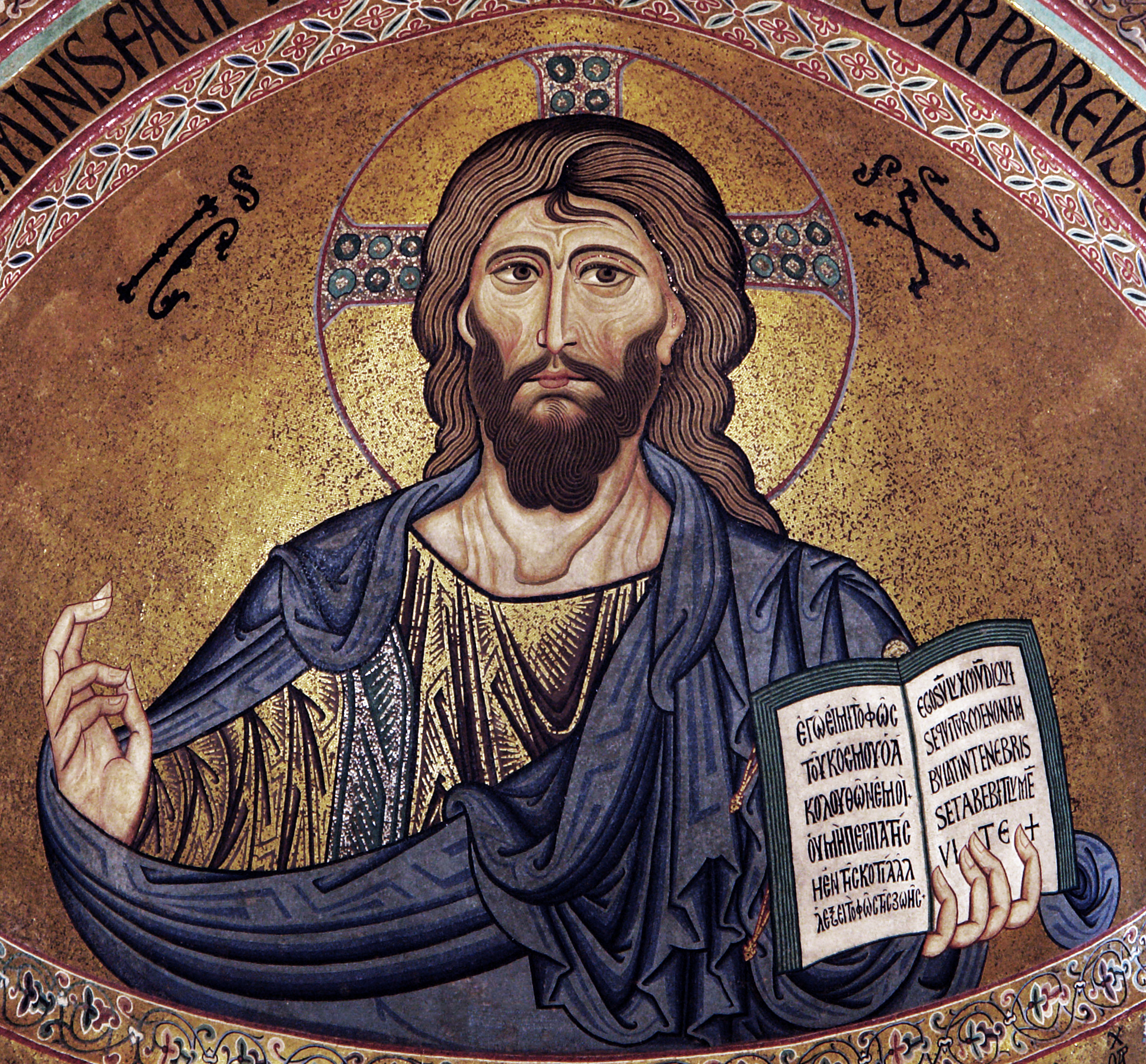
全能者キリスト。

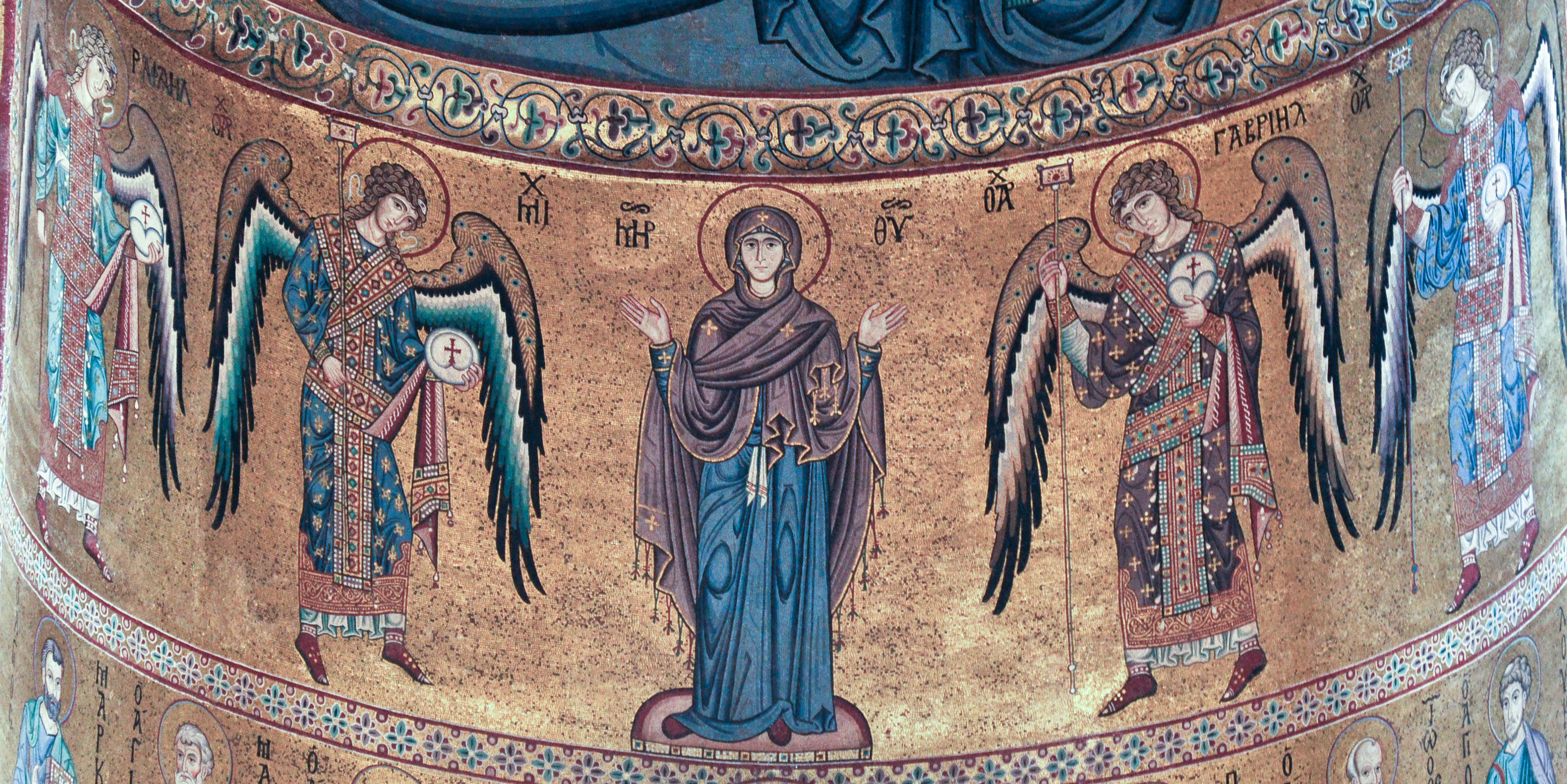
聖母マリアと4人の大天使。

恐らく教会全体をモザイクで装飾することが計画されたが、この計画がやり遂げられたのは内陣の領域のみであった。モザイクは後陣と側廊の半分ほどをなお覆っているのが見られる。ルッジェーロ2世はモザイク技術の達人をコンスタンティノープルから呼び寄せた。彼らは彼らの伝統的なビザンティンの装飾芸術を北ヨーロッパに起源がある建築構造に適用した。
装飾計画の支配的な形はクライスト・パントクラター(Christ Pantokrator、全能のキリスト)が、祝祷で手を持ち上げている胸像で、アプスの半ドームに描写されている。 左手に「ヨハネによる福音書」を持ち、これにギリシャ語とラテン語で次のように書かれている。『私は世の光で、私に従うものは暗闇にさまようことなく、命の光がある』。
アプス(後陣)の壁の上段には聖母メアリーが描かれ、手を持ち上げて切願し、4人の大天使が側面に立つ。2段目と3段目の中央の窓の両側には使徒と福音伝道者達の姿があり、計画された神学プログラムに応じて配置されている。
モザイクの装飾は内陣まで延長し、側壁は預言者と聖人の姿を示している。右の壁には王座に隣接して、王族の複数の肖像があり、一方、左側には、司教座に隣接して、複数の聖職者の肖像がある。各肖像にはギリシャ語あるいはラテン語の銘文が付属し、肖像の人物を説明している。交差ヴォールトの天井の装飾に4人の智天使と4人の熾天使を描いている。
主要な肖像(クライスト・パントクラターと聖母)は青の服をまとい、黄金のタイルの背景で輝きが与えられている。作品は最高の状態で、人物のローブの襞、顔と身振りの鋭敏さに優雅さが表示されている。これはイタリアで最も素晴らしいビザンティン・モザイクと思われ、コンスタンティノープルの他のビザンティン末期の作品と比較できる。
ビザンティン・モザイクは1170年までに完成した。内陣の下の部分と側壁は17世紀になるまで完成しなかった。これらはそれ以前の絵画を覆い、このかすかな痕跡が今日も残っている。

## 参考
1. ↑  Demus, Otto. The Mosiacs of Norman Sicily. Hackert Art Books. pp. 3-24. ISBN 978-0878173105